# Liste von Libellenarten in Nordrhein-Westfalen
Die Liste der Libellenarten in Nordrhein-Westfalen umfasst die Libellenarten, wie sie vom „Arbeitskreis Libellen in Nordrhein-Westfalen“ dokumentiert sind.

## Artenliste

### Prachtlibellen(Calopterygidae)
| Art                      | Wissenschaftlicher Name | Bemerkungen | Bild |
| ------------------------ | ----------------------- | ----------- | ---- |
| Gebänderte Prachtlibelle | Calopteryx splendens    |             |      |
| Blauflügel-Prachtlibelle | Calopteryx virgo        |             |      |

### Teichjungfern(Lestidae)
| Art                      | Wissenschaftlicher Name | Bemerkungen | Bild |
| ------------------------ | ----------------------- | ----------- | ---- |
| Gemeine Winterlibelle    | Sympecma fusca          |             |      |
| Sibirische Winterlibelle | Sympecma paedisca       |             |      |
| Südliche Binsenjungfer   | Lestes barbarus         |             |      |
| Glänzende Binsenjungfer  | Lestes dryas            |             |      |
| Gemeine Binsenjungfer    | Lestes sponsa           |             |      |
| Kleine Binsenjungfer     | Lestes virens vestalis  |             |      |
| Weidenjungfer            | Lestes viridis          |             |      |

### Federlibellen(Platycnemididae)
| Art                  | Wissenschaftlicher Name | Bemerkungen | Bild |
| -------------------- | ----------------------- | ----------- | ---- |
| Gemeine Federlibelle | Platycnemis pennipes    |             |      |

### Schlanklibellen(Coenagrionidae)
| Art                    | Wissenschaftlicher Name | Bemerkungen | Bild |
| ---------------------- | ----------------------- | ----------- | ---- |
| Frühe Adonislibelle    | Pyrrhosoma nymphula     |             |      |
| Hauben-Azurjungfer     | Coenagrion armatum      |             |      |
| Speer-Azurjungfer      | Coenagrion hastulatum   |             |      |
| Mond-Azurjungfer       | Coenagrion lunulatum    |             |      |
| Helm-Azurjungfer       | Coenagrion mercuriale   |             |      |
| Vogel-Azurjungfer      | Coenagrion ornatum      |             |      |
| Hufeisen-Azurjungfer   | Coenagrion puella       |             |      |
| Fledermaus-Azurjungfer | Coenagrion pulchellum   |             |      |
| Gabel-Azurjungfer      | Coenagrion scitulum     |             |      |
| Pokal-Azurjungfer      | Cercion lindenii        |             |      |
| Großes Granatauge      | Erythromma najas        |             |      |
| Kleines Granatauge     | Erythromma viridulum    |             |      |
| Große Pechlibelle      | Ischnura elegans        |             |      |
| Kleine Pechlibelle     | Ischnura pumilio        |             |      |
| Becher-Azurjungfer     | Enallagma cyathigerum   |             |      |
| Späte Adonislibelle    | Ceriagrion tenellum     |             |      |
| Zwerglibelle           | Nehalennia speciosa     |             |      |

### Flußjungfern(Gomphidae)
| Art                    | Wissenschaftlicher Name  | Bemerkungen | Bild |
| ---------------------- | ------------------------ | ----------- | ---- |
| Asiatische Keiljungfer | Gomphus flavipes         |             |      |
| Westliche Keiljungfer  | Gomphus pulchellus       |             |      |
| Gemeine Keiljungfer    | Gomphus vulgatissimus    |             |      |
| Grüne Keiljungfer      | Ophiogomphus cecilia     |             |      |
| Kleine Zangenlibelle   | Onychogomphus forcipatus |             |      |

### Edellibellen(Aeshnidae)
| Art                     | Wissenschaftlicher Name | Bemerkungen | Bild |
| ----------------------- | ----------------------- | ----------- | ---- |
| Kleine Mosaikjungfer    | Brachytron pratense     |             |      |
| Südliche Mosaikjungfer  | Aeshna affinis          |             |      |
| Blaugrüne Mosaikjungfer | Aeshna cyanea           |             |      |
| Braune Mosaikjungfer    | Aeshna grandis          |             |      |
| Keilfleck-Mosaikjungfer | Aeshna isosceles        |             |      |
| Torf-Mosaikjungfer      | Aeshna juncea           |             |      |
| Herbst-Mosaikjungfer    | Aeshna mixta            |             |      |
| Hochmoor-Mosaikjungfer  | Aeshna subarctica       |             |      |
| Grüne Mosaikjungfer     | Aeshna viridis          |             |      |
| Schabrackenlibelle      | Hemianax ephippiger     |             |      |
| Große Königslibelle     | Anax imperator          |             |      |
| Kleine Königslibelle    | Anax parthenope         |             |      |

### Quelljungfern(Cordulegastridae)
| Art                         | Wissenschaftlicher Name | Bemerkungen | Bild |
| --------------------------- | ----------------------- | ----------- | ---- |
| Gestreifte Quelljungfer     | Cordulegaster bidentata |             |      |
| Zweigestreifte Quelljungfer | Cordulegaster boltonii  |             |      |

### Falkenlibellen(Corduliidae)
| Art                      | Wissenschaftlicher Name    | Bemerkungen | Bild |
| ------------------------ | -------------------------- | ----------- | ---- |
| Gemeine Smaragdlibelle   | Cordulia aenea             |             |      |
| Gekielte Smaragdlibelle  | Oxygastra curtisii         |             |      |
| Zweifleck                | Epitheca bimaculata        |             |      |
| Arktische Smaragdlibelle | Somatochlora arctica       |             |      |
| Gefleckte Smaragdlibelle | Somatochlora flavomaculata |             |      |
| Glänzende Smaragdlibelle | Somatochlora metallica     |             |      |

### Segellibellen(Libellulidae)
| Art                     | Wissenschaftlicher Name   | Bemerkungen | Bild |
| ----------------------- | ------------------------- | ----------- | ---- |
| Plattbauch              | Libellula depressa        |             |      |
| Spitzenfleck            | Libellula fulva           |             |      |
| Vierfleck               | Libellula quadrimaculata  |             |      |
| Südlicher Blaupfeil     | Orthetrum brunneum        |             |      |
| Großer Blaupfeil        | Orthetrum cancellatum     |             |      |
| Kleiner Blaupfeil       | Orthetrum coerulescens    |             |      |
| Feuerlibelle            | Crocothemis erythraea     |             |      |
| Schwarze Heidelibelle   | Sympetrum danae           |             |      |
| Sumpf-Heidelibelle      | Sympetrum depressiusculum |             |      |
| Gefleckte Heidelibelle  | Sympetrum flaveolum       |             |      |
| Frühe Heidelibelle      | Sympetrum fonscolombii    |             |      |
| Südliche Heidelibelle   | Sympetrum meridionale     |             |      |
| Gebänderte Heidelibelle | Sympetrum pedemontanum    |             |      |
| Blutrote Heidelibelle   | Sympetrum sanguineum      |             |      |
| Große Heidelibelle      | Sympetrum striolatum      |             |      |
| Gemeine Heidelibelle    | Sympetrum vulgatum        |             |      |
| Östliche Moosjungfer    | Leucorrhinia albifrons    |             |      |
| Zierliche Moosjungfer   | Leucorrhinia caudalis     |             |      |
| Kleine Moosjungfer      | Leucorrhinia dubia        |             |      |
| Große Moosjungfer       | Leucorrhinia pectoralis   |             |      |
| Nordische Moosjungfer   | Leucorrhinia rubicunda    |             |      |